# باد كونيغ
باد كونيغ (بالألمانية: Bad König) هي balneario، بلدة، Gemarkung، مدينة و بلدة ألمانية تقع في ألمانيا في Odenwaldkreis.[بحاجة لمصدر] يقدر عدد سكانها 9492 ومساحتها 46.73 كم2 وترتفع عن سطح البحر 100-400 متر.